# Lissosculpta albopicta
Lissosculpta albopicta là một loài tò vò trong họ Ichneumonidae.